# Yelmo de Coppergate

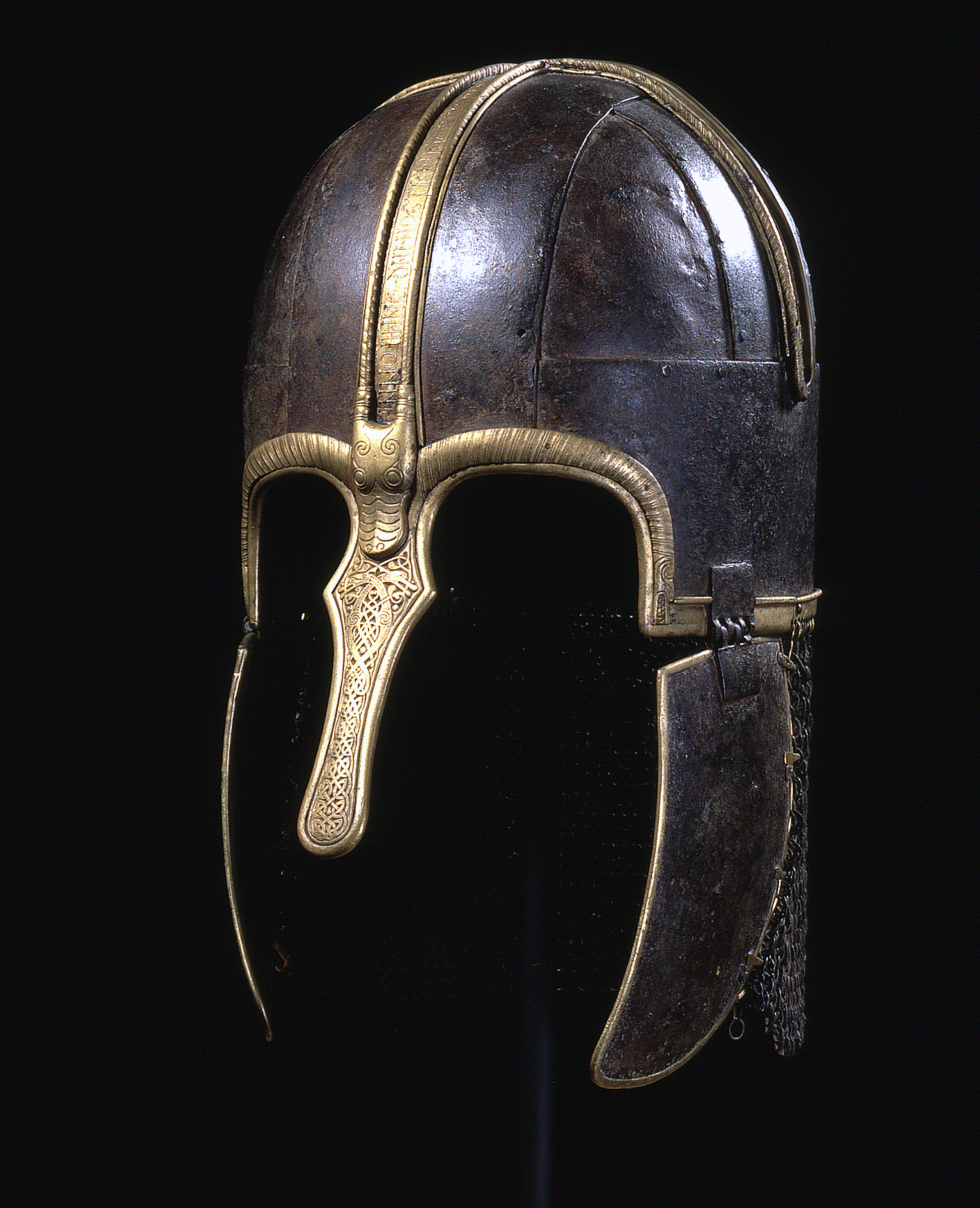
Yelmo de Coppergate.

El yelmo de Coppergate (también conocido como yelmo de York) es un casco defensivo militar de la Alta Edad Media, fechado hacia el siglo VIII y fue hallado en óptimas condiciones en un yacimiento arqueológico anglosajón de Coppergate (1982). Se han encontrado hasta la fecha cuatro yelmos de este tipo y restos parciales de un quinto en el llamado tesoro de Staffordshire.

## Características
El casco, igual que otros similares del norte de Europa y de origen germánico occidental de la Alta Edad Media, tiene una bóveda craneal compuesta y redondeada, los elementos de hierro que forman la bóveda se remachan juntos. Los protectores de mejillas están unidos a la bóveda por medio de bisagras. Un almófar está unido a la parte inferior del casco detrás de las piezas para las mejillas para defender el cuello del usuario. Una protección nasal inusualmente grande se suma a las protecciones faciales. La malla es de forja soldada, en lugar de la malla remachada que era más común. Está ricamente decorado con adornos de latón. En la analítica, el casco resultó ser de hierro, con añadidos de latón que contenía aproximadamente un 85 por ciento de cobre.
La construcción básica es casi idéntica a otro casco anglosajón, el yelmo de Wollaston. Tiene también similitudes a los yelmos de los caballeros de Northumbria que aparecen en las piedras esculpidas de Aberlemno de los pictos. Se ha supuesto que corresponde a una imagen de la batalla de Dun Nechtain (685).

### Decoraciones

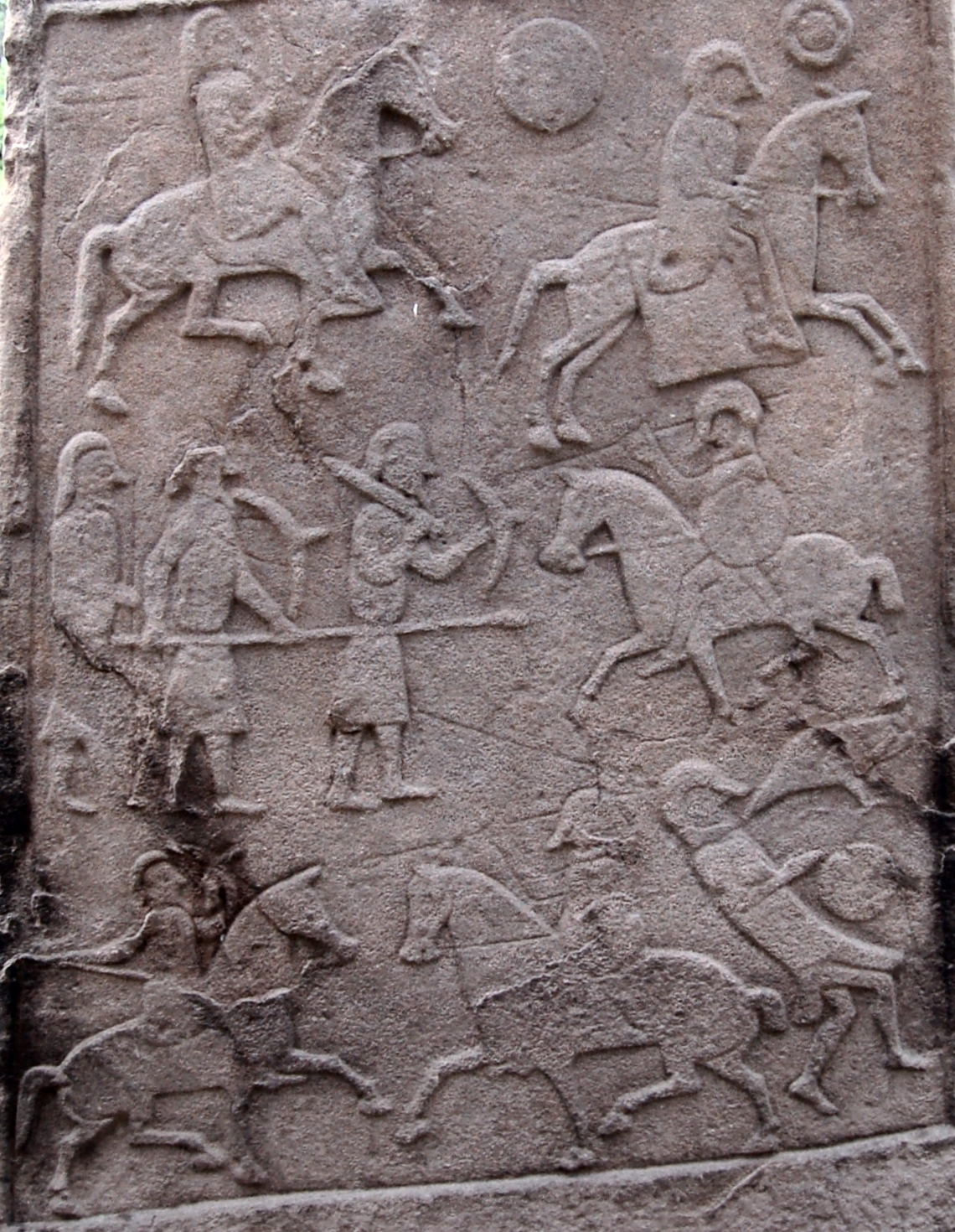
Jinetes de Northumbria usando yelmos muy parecidos al de Coppergate.

El yelmo tiene dos crestas de bronce, uno que cruza el casco desde el frente hacia atrás y otro de lado a lado, formando una cruz visto desde arriba. La crestas llevan una inscripción en latín:
IN NOMINE : DNI : NOSTRI : IHV : SCS : SPS : DI : ET : OMNIBVS : DECEMVS : AMEN: OSHERE : XPI
«En nombre de nuestro Señor Jesus, el Espíritu Santo y Dios; y todo lo que decimos Amen / Oshere / Cristo.»
Una interpretación alternativa sugiere la siguiente traducción:
«En el nombre de nuestro Señor Jesús y del Espírito de Dios, déjanos ofrecer a Oshere a todos los Santos. Amen.»
Oshere es un nombre masculino anglo y XPI son las tres primeras letras de la palabra Christos Χριστός (khristos) en griego.
Los extremos de la cresta de bronce están embellecidos y rematados con decoración de cabezas de animales en la base de la protección nasal. Los extremos de las cejas de bronce que flanquean la protección nasal también acaban en la misma base. La decoración de la protección nasal corresponde a dos bestias entrelazadas.

## Conservación
El yelmo fue encontrado cerca de lo que es hoy Jorvik Viking Centre en 1982, pero fue dañado al ser desenterrado con medios mecánicos. Actualmente se encuentra en el museo de Yorkshire.